# Lợn trắng Nhỏ
Lợn trắng Nhỏ, còn được gọi với một cái tên khác là Lợn Yorkshire Nhỏ là một giống lợn nhà có nguồn gốc từ Vương quốc Anh và được phổ biến trong thế kỷ XIX. Giống lợn này bây giờ đã tuyệt chủng, nhưng đặc điểm của nó đã được tái xuất hiện ở các giống lợn như Lợn trắng Trung và các giống khác.

## Lịch sử và đặc điểm
Lợn trắng Nhỏ được phát triển vào đầu thế kỷ XIX bằng cách lai giống lợn truyền thống là Yorkshire Cũ một giống lợn trắng lớn, với những con lợn Trung Quốc nhập khẩu. Điều này tạo ra một giống lợn nhỏ với màu đất trắng tinh, tai nhọn, đầu ngắn, bè rộng của các giống Trung Quốc và mõm ngắn đặc trưng của Lợn Yorkshire Cũ. Nói chung sau khi lai với giống Trung Quốc, giống lợn này có thời gian trưởng thành sớm hơn và nhanh chóng tích tụ chất béo. Lợn trắng Nhỏ tiếp tục được cải tiến và "cải thiện" trong thời kỳ của các nhà nông nghiệp như Henry Reynolds-Moreton, Bá tước thứ hai của Ducie là một trong số những người khác.
Lợn trắng Nhỏ luôn được dự định được sản sinh để trình diễn và không phải là heo lấy thịt hoặc heo với mục đích sản xuất thịt xông khói. Giống lợn này đặc biệt phổ biến với các nhà lai tạo quý tộc và những nhà lai tạo "yêu thích" chúng, ngược lại đối với nông dân hoặc các hộ chăn nuôi nhỏ.